# 27 oktober
27 oktober is de 300ste dag van het jaar (301ste dag in een schrikkeljaar) in de gregoriaanse kalender. Hierna volgen nog 65 dagen tot het einde van het jaar.

## Gebeurtenissen
- Algemeen
  - 1275 - Oudste vermelding van de naam Amsterdam in het tolprivilege van de stad.[1]
  - 1492 - Columbus ontdekt Cuba.[1]
  - 1946 - Leo Fender maakt de eerste Fender-versterker in een schuurtje in zijn tuin, de bekende stratocaster e.d. volgen later.[1]
  - 1971 - De naam van de Democratische Republiek Congo wordt veranderd in Zaïre.
  - 2005 - Bij een brand in cellencomplex Schiphol komen 11 mensen om het leven. Als gevolg van het onderzoek naar de toedracht treden minister Donner (Justitie) en Dekker (VROM) af.
  - 2012 - Bij een busongeval nabij Kerak in Jordanië laten vijf Belgen het leven en valt er een twaalftal gewonden. Een van de slachtoffers was schepen in Wommelgem.

- Kunst en cultuur
  - 1984 - De eerste live-opvoering van de musical Chess vindt plaats in Londen.[2]

- Media
  - 1664 - Eerste publicatie van de Maximen van La Rochefoucauld.
  - 1945 - Eerste nummer van het Nederlandse opinieweekblad Elsevier verschijnt.
  - 1992 - Frans Bauer (18) verschijnt in het programma All You Need Is Love voor het eerst op de Nederlandse televisie.[2]
  - 1994 - Eerste gebruik van een online reclamebanner.
  - 2009 - De Wablieft-prijs gaat naar twee Vlaamse ziekenfondsen omdat zij in de communicatie met hun leden overgestapt zijn van ambtelijke (officiële) taal naar "klare taal".

- Infrastructuur
  - 2005 - Het grootste vliegtuig ter wereld, de Antonov An-225, landt voor de eerste keer in Nederland.

- Oorlog
  - 1644 - Tweede Slag bij Newbury in de Engelse Burgeroorlog.[1]
  - 1789 - Slag bij Turnhout tegen de Oostenrijkers.
  - 1944 - Bevrijding van Bergen op Zoom door het Canadese leger.
  - 1944 - Bevrijding van Tilburg.[1]
  - 1990 - De Belgische regering zet de humanitaire opdracht van de paracommando's in Rwanda stop.
  - 2010 - De extremistische beweging Al-Shabaab executeert twee tieners in de Somalische stad Beledweyne, omdat ze gespioneerd zouden hebben.
  - 2019 - Leider van IS, Ibrahim Awwad Ibrahim Ali al-Badri al-Samarrai (Abu Bakr al-Baghdadi), komt om tijdens een Amerikaanse operatie in Barisha (Idlib)[3]

- Politiek
  - 939 - Edmund I volgt Athelstan op als koning van Engeland.[1]
  - 1979 - De Saint Vincent en de Grenadines worden onafhankelijk van het Verenigd Koninkrijk.
  - 1998 - Gerhard Schröder wordt bondskanselier van Duitsland.[1]
  - 1999 - Schietpartij in het Armeense parlement waarbij premier Vazgen Sargsyan en parlementspresident Karen Demirchyan werden vermoord.
  - 2013 - Tokyo Sexwale, een Zuid-Afrikaans zakenman en voormalig politicus, wordt op John F. Kennedy International Airport in New York gearresteerd omdat zijn naam op een lijst met terreurverdachten staat. Zijn naam was op die lijst gekomen toen hij lid was van de anti-apartheidsbeweging.[4]
  - 2013 - In Georgië wordt Giorgi Margvelasjvili met 62% van de stemmen tot nieuwe president gekozen, waarmee een einde komt aan het presidentschap van Micheil Saakasjvili die sinds januari 2004 het land leidde. Saakasjvili was na twee termijnen niet herkiesbaar. Met deze verkiezing wordt ook de transitie van een presidentiële- naar een parlementaire republiek voltooid, die was begonnen met de parlementsverkiezingen van 2012. (Lees verder)
  - 2017 - Het Catalaans Parlement parlement stemt anoniem over onafhankelijkheid van Catalonië. 82 van de 135 parlementariërs brengen een stem uit: 70 voor onafhankelijkheid, tien mensen stemmen tegen en twee mensen stemmen blanco. Voor de stemming loopt de oppositie uit protest de zaal uit. Na de stemming wordt de onafhankelijkheid uitgeroepen.[5] De Spaanse senaat geeft daarop toestemming artikel 155 van de Spaanse grondwet in te zetten, waarmee de Catalaanse regering uit de macht gezet kan worden.
  - 2019 - Sophie Wilmès wordt de eerste vrouwelijke eerste minister van België.

- Recreatie
  - 2011 - In het Disneyland Park te Parijs ontspoort een van de achtbaantreinen van de attractie Big Thunder Mountain Railroad.
  - 2014 - Attractiepark Toverland sluit de attractie Woudracer voorgoed.

- Religie
  - 625 - Honorius I wordt Paus.

- Sport
  - 1952 - Opening van het Estadio Nacional in Lima, Peru.
  - 1962 - Zwemster Dawn Fraser uit Australië duikt in Melbourne als eerste vrouw ooit onder de magische grens van één minuut op de 100 meter vrije slag: 59,9 seconden.
  - 1965 - De Australische atleet Ron Clarke vestigt het werelduurrecord atletiek in Geelong: in één uur tijd loopt hij 20232 m.
  - 2005 - De Duitse schaatsster Gunda Niemann kondigt aan te stoppen met schaatsen.
  - 2012 - Opening van de Friends Arena, een multifunctioneel sportstadion, gelegen in Solna, Zweden.
  - 2021 - Ronald Koeman krijgt ontslag als trainer van de Spaanse voetbalclub FC Barcelona.[6]

- Wetenschap en technologie
  - 1873 - Joseph Glidden vraagt octrooi aan op prikkeldraad.[1]
  - 1904 - Opening van de metro in New York.
  - 1961 - De Amerikaanse ruimtevaartorganisatie NASA lanceert met succes een Saturnus I raket voor een testvlucht.[7]
  - 1987 - Poul Jensen, een Deense astronoom ontdekt de planetoïde (6000) United Nations vanuit het Brorfelde Observatory in Denemarken.[8] Planetoïde (5900) Jensen draagt zijn naam.[9]
  - 2023 - Lancering van een Sojoez 2.1b raket vanaf Plesetsk Kosmodroom platform 43/3 voor de Kosmos 2570 missie met de Lotos-S1 n°08 spionagesatelliet die deel gaat uitmaken van de Liana constellatie dat voorziet in ELINT activiteiten.[10]

## Geboren

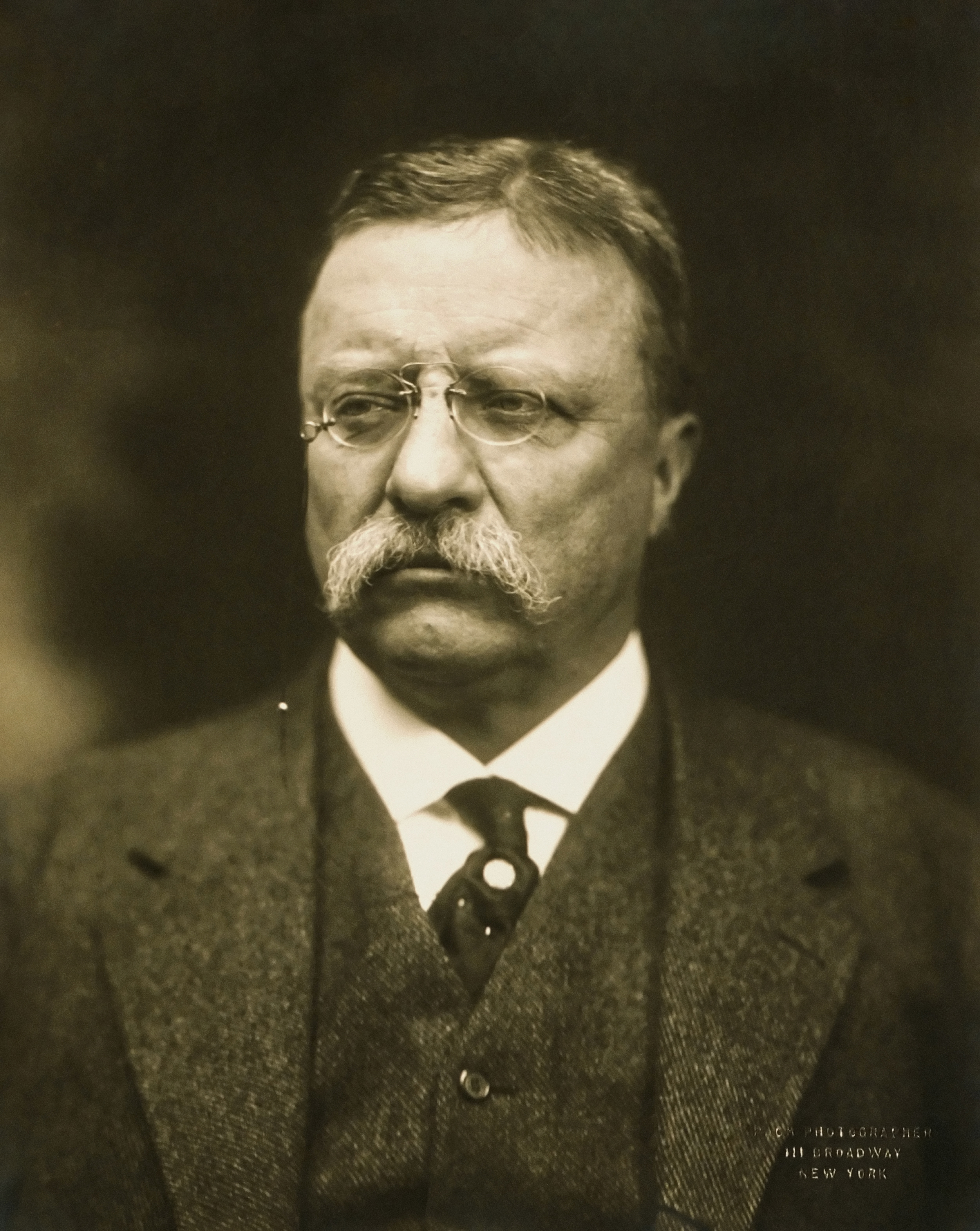
Theodore Roosevelt
geboren in 1858

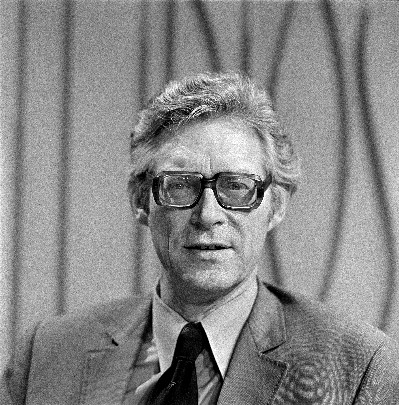
Herman Kuiphof
geboren in 1919

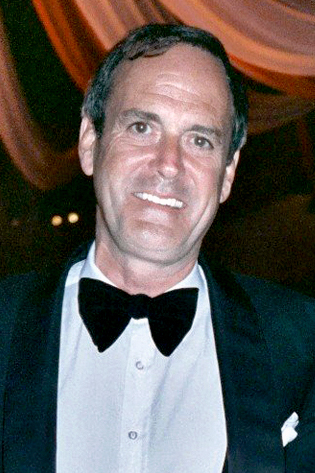
John Cleese
geboren in 1939

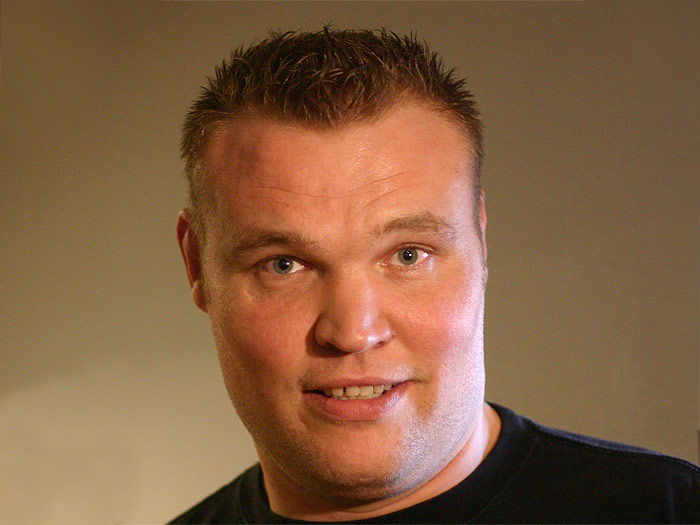
Semmy Schilt
geboren in 1973

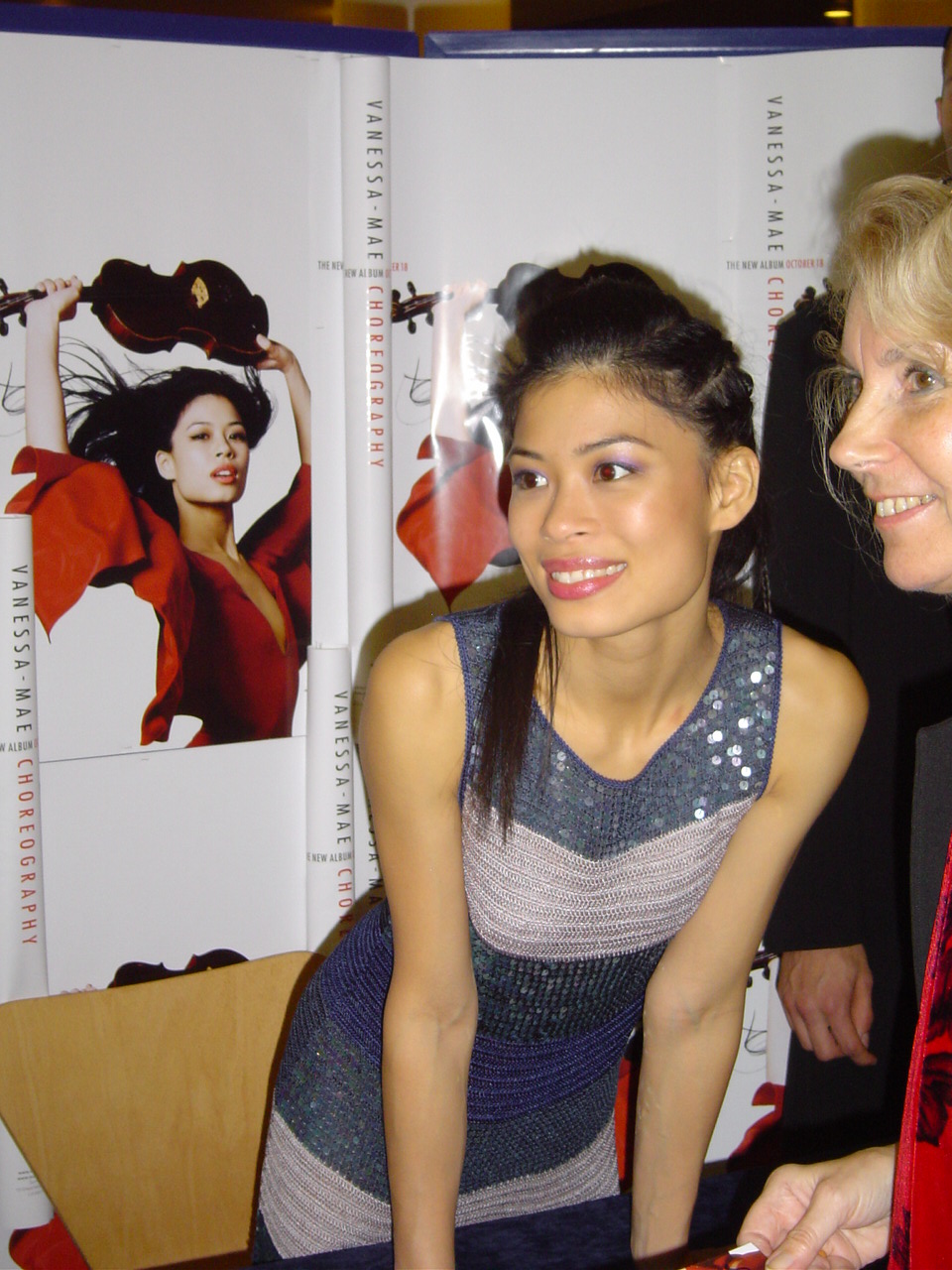
Vanessa-Mae
geboren in 1978

- 1401 - Catharina van Valois, vrouw van Hendrik VI van Engeland (overleden 1437)
- 1561 - Mary Sidney, Engels schrijfster (overleden 1621)
- 1728 - James Cook, Brits kapitein en ontdekkingsreiziger (overleden 1779)
- 1736 - James Macpherson, Schots dichter (overleden 1796)
- 1739 - Franz Ignaz Kaa, Duits componist (overleden 1818)
- 1762 - Gijsbert Karel van Hogendorp, Nederlands conservatief staatsman en auteur (overleden 1834)
- 1782 - Niccolò Paganini, Italiaans violist en componist (overleden 1840)
- 1784 - Coenraad van Valkenburg, Nederlands militair, belastingontvanger en bierbrouwer (overleden 1831)
- 1809 - Petrus Norbertus Donders, Nederlands missionaris in Suriname (overleden 1887)
- 1811 - Isaac Singer, uitvinder van de naaimachine (overleden 1875)
- 1842 - Giovanni Giolitti, Italiaans politicus (overleden 1928)
- 1856 - Kenyon Cox, Amerikaans kunstschilder, illustrator, kunstcriticus en dichter (overleden 1919)
- 1856 - Albrecht Rodenbach, Belgisch schrijver (overleden 1880)
- 1858 - Theodore Roosevelt, 26e president van de Verenigde Staten (overleden 1919)
- 1858 - Waldemar van Denemarken, jongste zoon van de Deense koning Christiaan IX (overleden 1939)
- 1886 - Robert Falk, Russisch kunstschilder (overleden 1958)
- 1888 - Han Groenewegen, Nederlands architect (overleden 1980)
- 1891 - Martien Houtkooper, Nederlands voetballer (overleden 1961)
- 1892 - Victor E. van Vriesland, Nederlands dichter en criticus (overleden 1974)
- 1900 - Ko Willems, Nederlands wielrenner (overleden 1983)
- 1901 - Luis Brunetto, Argentijns atleet (overleden 1968)
- 1902 - Emil Jónsson, IJslands politicus (overleden 1986)
- 1902 - Elizabeth Lupka, Duits SS-lid (overleden 1949)
- 1906 - Jef Dervaes, Belgisch wielrenner (overleden 1986)
- 1910 - Mark Light, Amerikaans autocoureur (overleden 1975)
- 1911 - Leif Erickson, Amerikaans acteur (overleden 1986)
- 1913 - Luigi Piotti, Italiaans autocoureur (overleden 1971)
- 1914 - Dylan Thomas, Brits schrijver en dichter (overleden 1953)
- 1917 - Arne Andersson, Zweeds atleet (overleden 2009)
- 1919 - Herman Kuiphof, Nederlands sportverslaggever (overleden 2008)
- 1920 - Nanette Fabray, Amerikaans actrice en zangeres (overleden 2018)
- 1922 - Michel Galabru, Frans acteur (overleden 2016)
- 1922 - Carlos Andrés Pérez, Venezolaans politicus (overleden 2010)
- 1923 - Roy Lichtenstein, Amerikaans pop-artkunstenaar (overleden 1997)
- 1927 - Dominick Argento, Amerikaans componist (overleden 2019)
- 1927 - Ed Benguiat, Amerikaans letterontwerper (overleden 2020)
- 1928 - Vicente Jayme, Filipijns minister en topman (overleden 2013)
- 1930 - Wim Quist, Nederlands architect (overleden 2022)
- 1931 - Nawal el Saadawi, Egyptisch gynaecologe, schrijfster en politiek activiste (overleden 2021)
- 1932 - Jean-Pierre Cassel, Frans acteur (overleden 2007)
- 1932 - Sylvia Plath, Amerikaans dichter (overleden 1963)
- 1933 - Valentin Borejko, Sovjet-Russisch roeier (overleden 2012)
- 1933 - Earle Wells, Nieuw-Zeelands zeiler (overleden 2021)
- 1934 - Paulo César Araújo (Pagão), Braziliaans voetballer (overleden 1991)
- 1936 - Dave Charlton, Zuid-Afrikaans autocoureur (overleden 2013)
- 1937 - Michail Moestygin, Sovjet-Russisch voetballer (overleden 2023)
- 1939 - John Cleese, Brits acteur en komiek
- 1940 - John Gotti, Amerikaans misdadiger (overleden 2002)
- 1940 - Georges Vanconingsloo, Belgisch wielrenner (overleden 2002)
- 1941 - Tony Ronald (Siegfried André Den Boer Kramer), Nederlands zanger (overleden 2013)
- 1942 - Lee Greenwood, Amerikaans countryzanger
- 1942 - Janusz Korwin-Mikke, Pools politicus
- 1942 - Philip Catherine, Belgisch jazzgitarist
- 1944 - Marilou Mermans, Belgisch actrice
- 1944 - Don Partridge, Brits zanger en songwriter (overleden 2010)
- 1945 - Luiz Inácio Lula da Silva, Braziliaans politicus
- 1946 - Ivan Reitman, Slowaaks-Canadees filmregisseur en -producent (overleden 2022)
- 1947 - Gunter Demnig, Duits beeldend kunstenaar
- 1948 - Ronald Tolman, Nederlands beeldend kunstenaar
- 1949 - Ella Schadd-de Boer, Nederlands burgemeester
- 1949 - Garry Tallent, Amerikaans rockmuzikant en muziekproducent
- 1950 - Cees Priem, Nederlands wielrenner en ploegleider
- 1952 - Roberto Benigni, Italiaans acteur en regisseur
- 1952 - Brigitte Engerer, Frans pianiste (overleden 2012)
- 1952 - Francis Fukuyama, Amerikaans politicoloog en auteur
- 1952 - Antônio Fernandes Quintino (Toninho Quintino), Braziliaans voetballer
- 1954 - Mike Kelley, Amerikaans kunstenaar (overleden 2012)
- 1956 - Auke Kok, Nederlands journalist en publicist
- 1957 - Cilly Dartell, Nederlands televisiepresentatrice (overleden 2023)
- 1957 - Glenn Hoddle, Engels voetballer en voetbaltrainer
- 1957 - Guy Nulens, Belgisch wielrenner
- 1958 - Simon le Bon, Brits muzikant
- 1958 - Manu Katché, Frans muzikant en songwriter
- 1958 - Jonathan Shapiro, Zuid-Afrikaans cartoonist
- 1959 - Víctor Luna, Colombiaans voetballer en voetbaltrainer (overleden 2024)
- 1960 - Oleg Bryjak, Kazachs-Duits bas-bariton (overleden 2015)
- 1961 - Katelijne Verbeke, Belgisch actrice
- 1961 - Carl zu Wied, Duits graaf, graaf, 8e vorst zu Wied (overleden 2015)
- 1963 - Lou, Duits popzangeres
- 1964 - Martin van Duren, Nederlands voetballer
- 1965 - Oleg Kotov, Oekraïens kosmonaut
- 1965 - Stefan Prein, Duits motorcoureur
- 1966 - Marjolein Beumer, Nederlands actrice
- 1966 - Gabber Piet (Piet van Dolen), Nederlands zanger
- 1966 - Nicole Petignat, Zwitsers voetbalscheidsrechtster
- 1967 - Joey Starr, Frans rapper
- 1967 - Scott Weiland, Amerikaans muzikant (overleden 2015)
- 1968 - Jan-Hein Kuijpers, Nederlands advocaat
- 1969 - Liu Wei, Chinees tafeltennisster
- 1970 - Alain Boghossian, Frans voetballer
- 1971 - Martin Lauret, Nederlands atleet
- 1971 - Theodoros Zagorakis, Grieks voetballer
- 1972 - Santiago Botero, Colombiaans wielrenner
- 1972 - Larisa Kroeglova, Russisch atlete
- 1972 - Maria Mutola, Mozambikaans atlete
- 1972 - Anke Van dermeersch, Belgisch politicus
- 1973 - Semmy Schilt, Nederlands kickbokser
- 1976 - Ariel Ibagaza, Argentijns voetballer
- 1976 - Thomas Jäger, Duits autocoureur
- 1976 - Sebastián Firpo, Argentijns volleyballer
- 1977 - Attje Kuiken, Nederlands politica
- 1978 - Vanessa-Mae, Brits violiste
- 1979 - Aljaksandr Koetsjynski, Wit-Russisch wielrenner
- 1979 - Renate Verbaan, Nederlands presentatrice
- 1980 - Ondřej Bank, Tsjechisch alpineskiër
- 1980 - Václav Noid Bárta, Tsjechisch zanger
- 1980 - Bartosz Huzarski, Pools wielrenner
- 1980 - Mike Zonneveld, Nederlands voetballer
- 1981 - Justin Rain, Canadees acteur
- 1981 - Kristi Richards, Canadees freestyleskiër
- 1983 - Marko Dević, Oekraïens voetballer
- 1983 - Vince van Reeken, Nederlands toetsenist en bandlid
- 1984 - Kelly Osbourne, Brits televisiepersoonlijkheid, actrice en zangeres
- 1986 - Dickson Chumba, Keniaans atleet
- 1986 - Soufiane Touzani, Nederlands straatvoetballer
- 1987 - Juha Hakola, Fins voetballer
- 1987 - Sandi Putros, Deens voetbalscheidsrechter
- 1989 - Barry Maguire, Nederlands voetballer
- 1991 - Adam Helcelet, Tsjechisch atleet
- 1991 - Giovanni Kemper, Nederlands zanger, danser en acteur
- 1992 - Karolína Erbanová, Tsjechisch schaatsster
- 1992 - Guusje Steenhuis, Nederlands judoka
- 1995 - Meriame Terchoun, Zwitsers voetbalster
- 1996 - Florent Mabille, Belgisch atleet
- 1997 - Lonzo Ball, Amerikaans basketballer
- 1997 - Jess Carter, Engels voetbalster
- 1997 - Mitzi Jonelle Tan, Filipijns klimaatactiviste
- 1999 - Amy Tinkler, Brits gymnaste
- 2000 - Jay-Ronne Grootfaam, Nederlands drillrapper (overleden 2019)
- 2000 - Paulina Krumbiegel, Duits voetbalster
- 2000 - Noor Omrani, Nederlands hockeyster
- 2001 - Michael Belov, Russisch autocoureur
- 2003 - Joshua Dürksen, Paraguayaans-Duits autocoureur
- 2005 - Matt Rotsaert, Belgisch basketballer

## Overleden

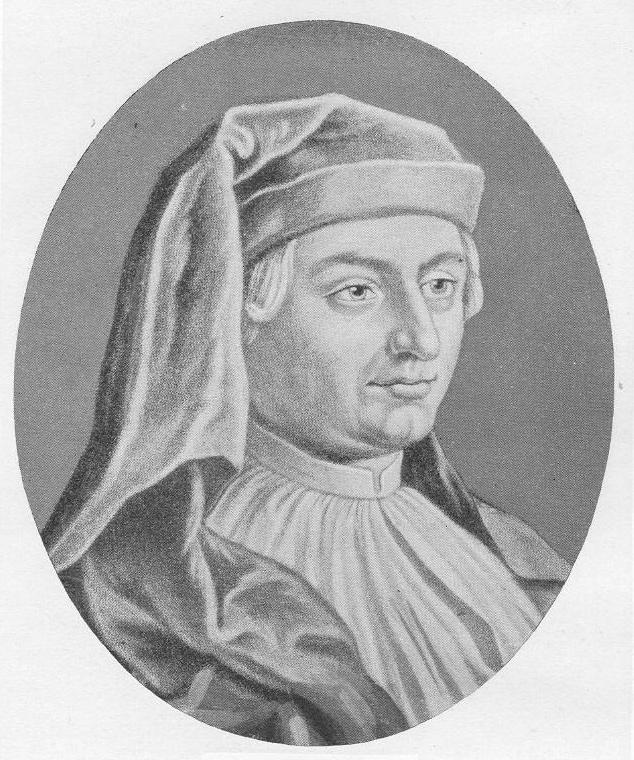
Rudolf Agricola
overleden in 1485

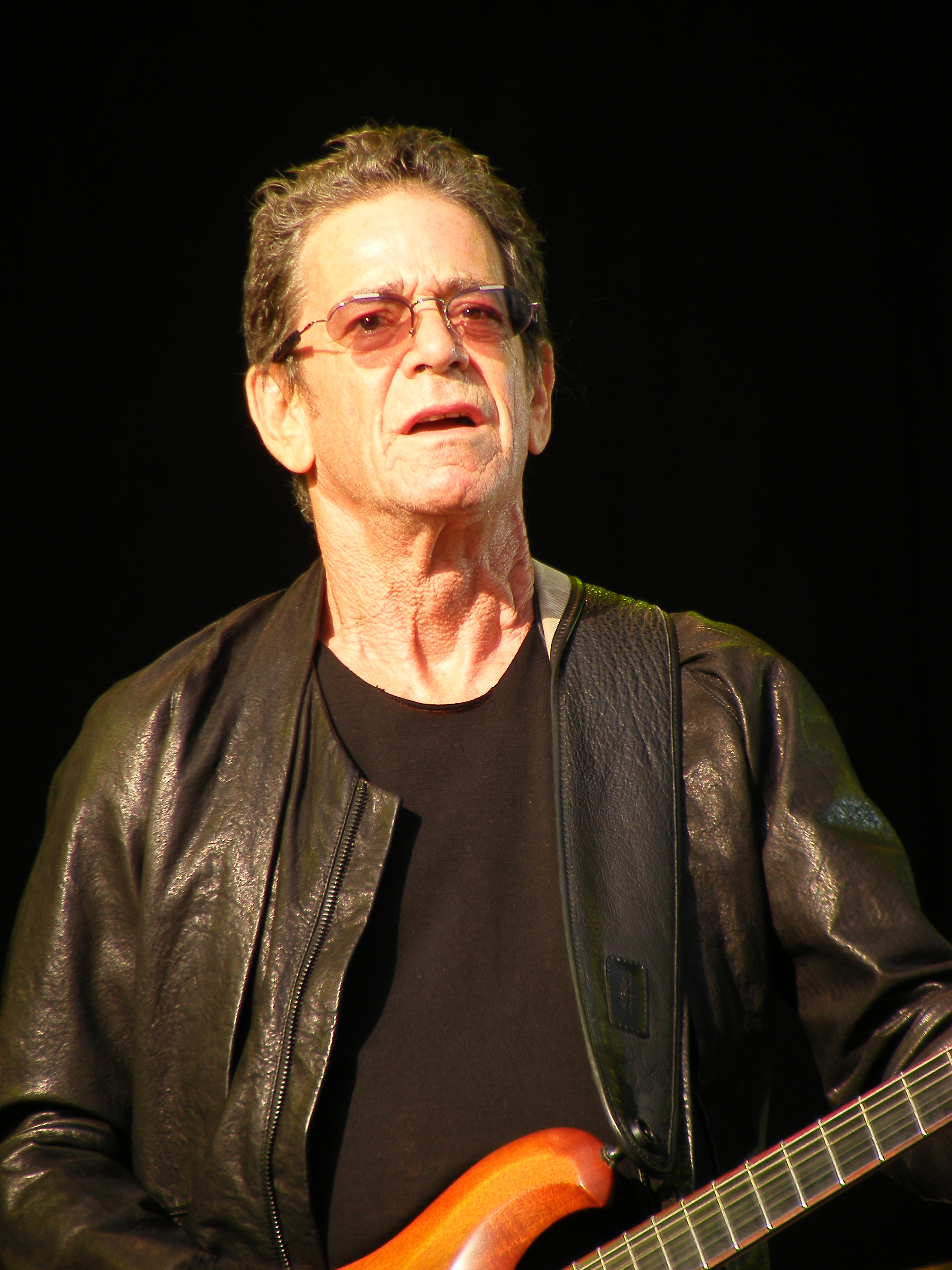
Lou Reed
overleden in 2013

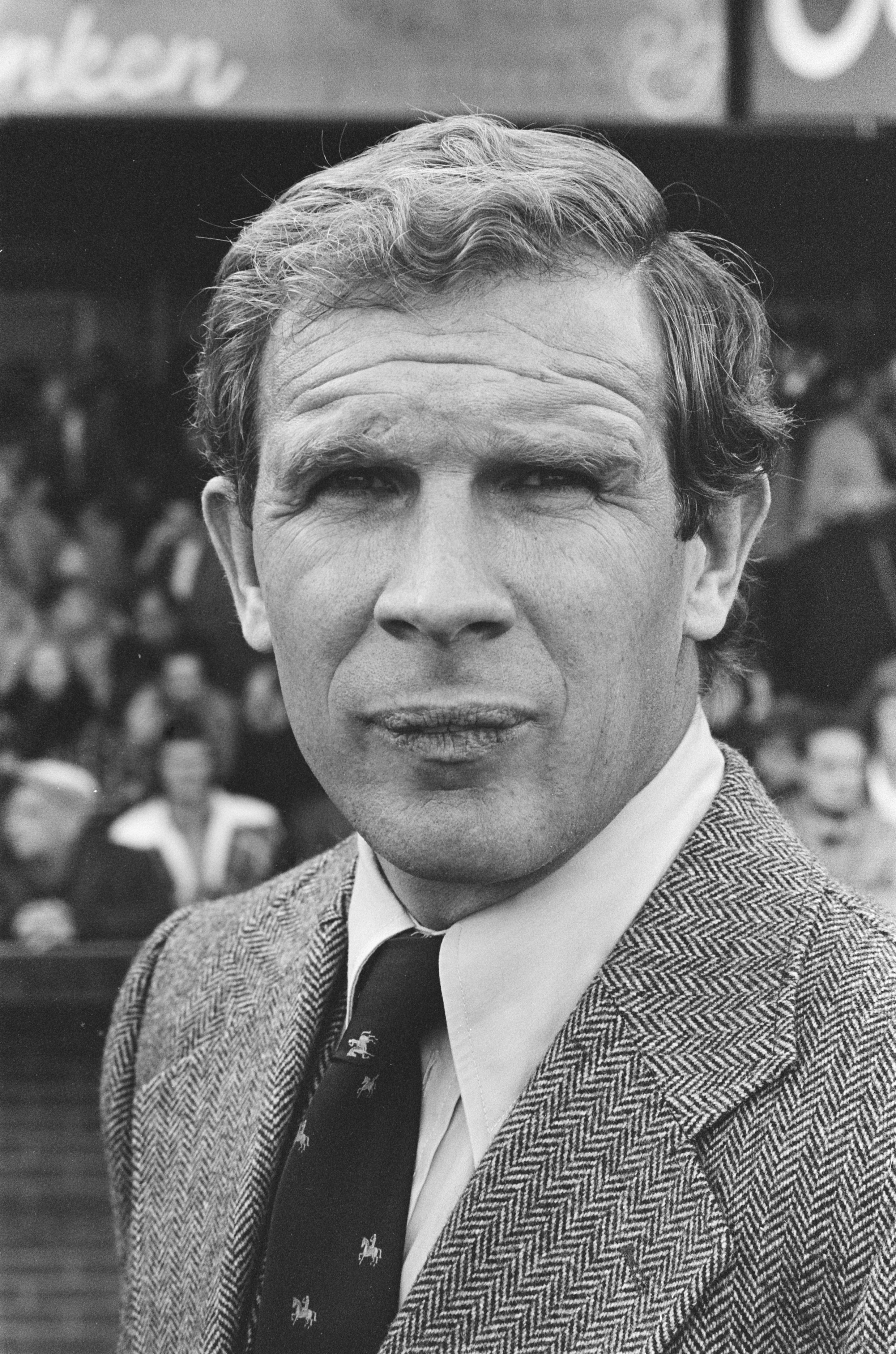
Hans Kraay sr.
overleden in 2017

- 312 - Maxentius (35?), Keizer van Rome
- 939 - Æthelstan (44), Engels koning
- 1271 - graaf Hugo IV van Bourgondië (60), Frans kruisvaarder
- 1312 - graaf Jan II van Brabant (37)
- 1439 - Albrecht II (rooms-koning) (42)
- 1449 - Ulug Bey (42), islamitisch heerser en astronoom
- 1485 - Rudolf Agricola (42), Nederlands humanist
- 1505 - Ivan III (65), Russisch tsaar
- 1605 - Akbar de Grote (Jalaluddin Muhammad Akbar) (63), Keizer van het Mogolrijk
- 1675 - Gilles Personne de Roberval (73), Frans wiskundige
- 1681 - Jean Baptiste de Champaigne (49), Zuid-Nederlandse kunstschilder
- 1700 - Jean de Rancé (74), Frans priester en abt
- 1830 - Douwe de Hoop (30), Nederlands beeldend kunstenaar
- 1840 - Dominicus Franciscus du Bois (39), Zuid-Nederlands kunstschilder en tekenaar
- 1883 - Louis Breguet (78), Frans horlogemaker en natuurkundige
- 1922 - Hugo Verriest (61), Belgisch schrijver
- 1927 - Albert Champion (49), Frans wielrenner en constructeur
- 1941 - Thomas Louis Heylen (85), Belgisch bisschop van Namen
- 1953 - Eduard Künneke (68), Duits opera- en operettecomponist
- 1954 - Auguste Broos (59), Belgisch atleet
- 1958 - Carel Gerretson (74), Nederlands dichter (ps. Geerten Gossaert), essayist, historicus en politicus
- 1965 - Frans Luitjes (21), Nederlands atleet
- 1965 - Marta Worringer (84), Duits grafisch kunstenaar, schilder, boekillustrator en textielkunstenaar
- 1969 - Eric Maschwitz (68), Brits auteur, componist, dramaticus en scenarist
- 1970 - Zdeněk Šimek (43), Tsjechisch beeldhouwer
- 1976 - José Yulo (82), Filipijns advocaat, rechter en politicus
- 1977 - James M. Cain (85), Amerikaans schrijver
- 1980 - Steve Peregrin Took (31), Brits drummer en singer-songwriter
- 1990 - Xavier Cugat (90), Spaans muzikant
- 1990 - Ugo Tognazzi (68), Italiaans filmacteur, regisseur en scenarioschrijver
- 1991 - Pyke Koch (90), Nederlands kunstschilder
- 1994 - Nicolas Roussakis (60), Amerikaans componist
- 1996 - Oswaldo Rolla (Foguinho) (87), Braziliaans voetballer
- 1998 - Reidar Kvammen (84), Noors voetballer en voetbaltrainer
- 1998 - Winnie van Weerdenburg (52), Nederlands zwemster
- 2002 - Tom Dowd (77), Amerikaans geluidstechnicus en muziekproducent
- 2003 - Hank Beenders (87), Nederlands-Amerikaans basketballer
- 2003 - Johnny Boyd (77), Amerikaans autocoureur
- 2004 - Cornelis Graafland (76), Nederlands predikant
- 2004 - Olavi Laaksonen (83), Fins voetballer en voetbalcoach
- 2004 - Paulo Sérgio Oliveira da Silva (30), Braziliaans voetballer
- 2005 - Derk Snoep (70), Nederlands museumdirecteur
- 2007 - Hector Gosset (81), Belgisch atleet
- 2007 - Pierre Janssen (81), Nederlands journalist, museumdirecteur en televisiepresentator
- 2007 - Henk Vredeling (82), Nederlands verzetsstrijder, landbouwkundige en politicus
- 2008 - Es'kia Mphahlele (88), Zuid-Afrikaans schrijver, literatuurwetenschapper, kunstactivist en humanist
- 2010 - Néstor Kirchner (60), Argentijns president
- 2012 - Hans Werner Henze (86), Duits componist
- 2013 - Olga Gyarmati (89), Hongaars atlete
- 2013 - Lou Reed (71), Amerikaans musicus en zanger
- 2014 - Reintje Venema (92), Nederlands tekenares en illustratrice
- 2015 - Fernand Auwera (85), Belgisch auteur
- 2015 - Betsy Drake (92), Amerikaans actrice
- 2015 - Dominique Struye de Swielande (68), Belgisch diplomaat
- 2016 - Takahito (100), Japans prins
- 2017 - Hans Kraay sr. (81), Nederlands voetballer en voetbaltrainer
- 2017 - Jan Schoenaker (94), Nederlands glazenier en kunstschilder
- 2018 - Ron de Rijk (66), Nederlands sportverslaggever
- 2018 - Ntozake Shange (70), Amerikaans schrijfster
- 2020 - Dick Mulderij (71), Nederlands voetballer
- 2021 - Paul Smart (78), Brits motorcoureur
- 2021 - Frans Vanistendael (79), Belgisch jurist, hoogleraar en decaan
- 2022 - Rob Herwig (87), Nederlands schrijver
- 2023 - Li Keqiang (68), Chinees politicus
- 2023 - Jeannine Leduc (84), Belgisch politica
- 2023 - Viktor Mamatov (86), Sovjet-Russisch biatleet
- 2023 - Jan Veenstra (81), Nederlands voetballer
- 2024 - Albert Blees (62), Nederlands schaker
- 2024 - Hans Kemna (84), Nederlands casting-director
- 2024 - Yaacov Turner (89), Israëlisch politicus

## Viering/herdenking

Onafhankelijkheid Saint Vincent en de Grenadines

- Saint Vincent en de Grenadines - Onafhankelijkheidsdag
- Rooms-Katholieke kalender:
  - Heilige Elesbaan (van Ethiopië) († 555)
  - Heilige Frumentius en Aedisius († c. 380)
  - Zalige Emelina van Boulancourt († 1178)
  - Zalige Antoinette van Brescia († 1507)

## Weerextremen

### Nederland
| | Officiële records | Officiële records | Officiële records |      | Landelijke records | Landelijke records | Landelijke records               |
| Gebeurtenis | Jaar              | Extreem           | Locatie           | Jaar | Extreem            | Locatie            |                                  |
| --- | ----------------- | ----------------- | ----------------- | ---- | ------------------ | ------------------ | -------------------------------- |
| Laagste etmaalgemiddelde temperatuur (°C) | 1950              | −0,4              | De Bilt           |      | 1950 2003          | −0,5               | Maastricht Heino                 |
| Hoogste etmaalgemiddelde temperatuur (°C) | 2005              | 16,1              | De Bilt           |      | 2022               | 18,6               | Maastricht                       |
| Laagste minimumtemperatuur (°C) | 1950              | −5,0              | De Bilt           |      | 1922               | −6,5               | Maastricht                       |
| Hoogste minimumtemperatuur (°C) | 1927              | 13,3              | De Bilt           |      | 1937               | 15,1               | Maastricht                       |
| Laagste maximumtemperatuur (°C) | 1985              | 4,3               | De Bilt           |      | 1985               | 2,0                | Maastricht                       |
| Hoogste maximumtemperatuur (°C) | 2005              | 20,8              | De Bilt           |      | 1937               | 25,2               | Maastricht                       |
| Hoogste uurgemiddelde windsnelheid (m/s) | 1959              | 18,0              | De Bilt           |      | 2002               | 28,0               | Vlissingen, IJmuiden             |
| Hoogste windstoot (m/s) | 1959              | 28,3              | De Bilt           |      | 2002               | 41,0               | Vlissingen                       |
| Langste zonneschijnduur (uur) | 1997              | 9,1               | De Bilt           |      | 1991 1997          | 9,2                | Herwijnen Arcen, Hupsel, Twenthe |
| Langste neerslagduur (uur) | 1935              | 16,4              | De Bilt           |      | 1935               | 16,4               | De Bilt                          |
| Hoogste etmaalsom van de neerslag (mm) | 2002              | 26,0              | De Bilt           |      | 1998               | 47,7               | Hoogeveen                        |
| Laagste etmaalgemiddelde relatieve vochtigheid (%) | 1936              | 58                | De Bilt           |      | 1937               | 47                 | Maastricht                       |
| Laagste uurwaarde luchtdruk op zeeniveau (hPa) | 1959              | 972,6             | De Bilt           |      | 1959               | 968,8              | De Kooy                          |
| Hoogste uurwaarde luchtdruk op zeeniveau (hPa) | 1971              | 1039,3            | De Bilt           |      | 1971               | 1041,5             | Eelde                            |
| Officiële records worden altijd gemeten op het KNMI-weerstation in De Bilt. Landelijke records kunnen worden gemeten op elk officieel KNMI-weerstation in Nederland. |                   |                   |                   |      |                    |                    |                                  |

Uitzonderlijke gebeurtenissen
- 1921 - Laatste officiële zachte dag van het jaar (maximumtemperatuur ≥ 15 °C in De Bilt)
- 1923 - Laatste officiële zachte dag van het jaar (maximumtemperatuur ≥ 15 °C in De Bilt)
- 1937 - Laatste officiële warme dag van het jaar (maximumtemperatuur ≥ 20 °C in De Bilt)
- 1959 - Officieel maandrecord laagste uurwaarde luchtdruk op zeeniveau in hPa van oktober gemeten in De Bilt: 972,6
- 1959 - Landelijk maandrecord laagste uurwaarde luchtdruk op zeeniveau in hPa van oktober gemeten in De Kooy: 968,8
- 1972 - Laatste officiële zachte dag van het jaar (maximumtemperatuur ≥ 15 °C in De Bilt)
- 1988 - Laatste officiële zachte dag van het jaar (maximumtemperatuur ≥ 15 °C in De Bilt)
- 2023 - Officieel langste neerslagduur in uren van oktober dit jaar gemeten in De Bilt: 13,8
- 2023 - Landelijk langste neerslagduur in uren van oktober dit jaar gemeten in Heino: 16,1

### België
Dagrecords
- 1950 - Laagste etmaalgemiddelde temperatuur −0,3 °C
- 1937 - Hoogste etmaalgemiddelde temperatuur 18,6 °C
- 1950 - Laagste minimumtemperatuur −4,6 °C
- 1937 - Hoogste maximumtemperatuur 24,1 °C[13]
- 1935 - Hoogste etmaalsom van de neerslag 26,4 mm

Uitzonderlijke gebeurtenissen
- 1935 - In 24 uur 165 mm neerslag in Bütgenbach en 128 mm op de Baraque Michel (Jalhay).
- 1937 - Bijna overal worden maximumtemperaturen boven 20 °C gemeten.
- 2002 - Een felle storm raast over het land. De winden bereiken een kracht tot 133 km/u in Middelkerke en bereiken vrijwel over ten minste 100 km/u.
- 2012 - In Mont-Rigi (Weismes) wordt het niet warmer dan 0,8 °C.

<< · 1 · 2 · 3 · 4 · 5 · 6 · 7 · 8 · 9 · 10 · 11 · 12 · 13 · 14 · 15 · 16 · 17 · 18 · 19 · 20 · 21 · 22 · 23 · 24 · 25 · 26 · 27 · 28 · 29 · 30 · 31 · >>